# Philippe Alain Mbarga
Philippe Alain Mbarga (ur. 28 stycznia 1968 w Obout) – kameruński duchowny katolicki, biskup Ebolowa od 2016.

## Życiorys

### Prezbiterat
Święcenia kapłańskie otrzymał 10 grudnia 1994 i uzyskał inkardynację do diecezji Mbalmayo. Po święceniach studiował w Jaunde oraz w Fuldzie. Po powrocie do kraju objął posadę wykładowcy uniwersytetu w Jaunde. Kierował jednocześnie seminariami duchownymi w tym mieście.

### Episkopat
22 października 2016 papież Franciszek mianował go biskupem ordynariuszem diecezji Ebolowa. Sakry udzielił mu 8 grudnia 2016 nuncjusz apostolski w Kamerunie – arcybiskup Piero Pioppo.